# Glenea obsoleta
Glenea obsoleta é uma espécie de escaravelho da família Cerambycidae. Foi descrita por Per Olof Christopher Aurivillius em 1914.